# Civitella di Romagna
Civitella di Romagna – miejscowość i gmina we Włoszech, w regionie Emilia-Romania, w prowincji Forlì-Cesena.
Według danych na rok 2004 gminę zamieszkiwały 3793 osoby, 32,4 os./km².